# William Workman (Politiker)

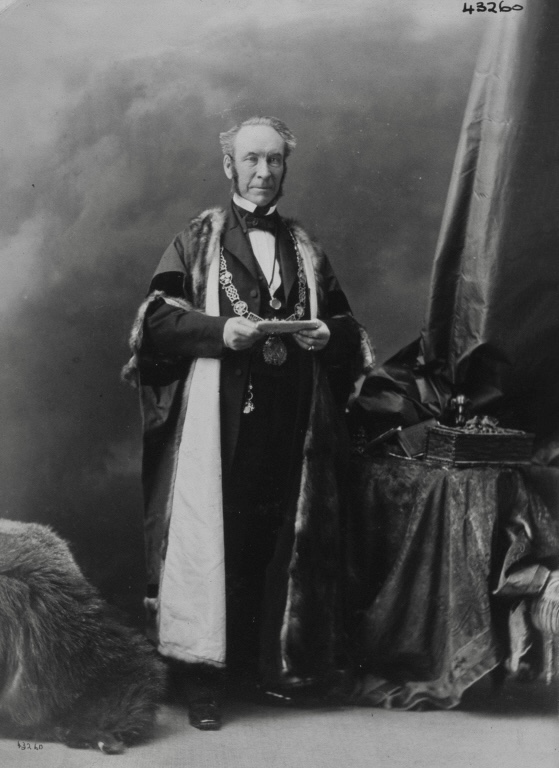
William Workman

William Workman (* Mai 1807 in Ballymacash, County Antrim, Irland; † 23. Februar 1878 in Montreal) war ein irisch-kanadischer Politiker, Unternehmer und Bankier. Er war Partner von Frothingham & Workman, dem größten Eisenwarenunternehmen Kanadas, außerdem Präsident der Montreal City Bank und Eisenbahninvestor. Von 1868 bis 1871 amtierte er als Bürgermeister der Stadt Montreal.

## Leben

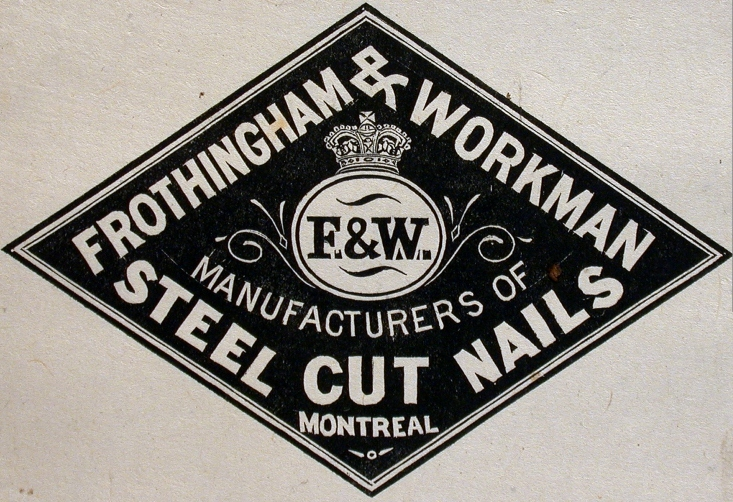
Logo von Frothingham & Workman

Über Workmans Ausbildung ist nichts bekannt. Ab 1827 war er bei der Landesvermessungsbehörde Ordnance Survey of Ireland angestellt. Seine fünf älteren Brüder wanderten nach Niederkanada aus und ließen sich in Montreal nieder; er selbst folgte im Jahr 1829 mit der restlichen Familie. Zunächst arbeitete er für die Zeitung Canadian Courant and Montreal Advertiser, 1830 wechselte er zusammen mit seinem Bruder Thomas zum Handelshaus Frothingham. Beide Brüder waren ab 1836 gleichberechtigte Partner, was auf eine substanzielle Kapitalbeteiligung schließen lässt. Das Unternehmen Frothingham & Workman importierte nicht nur Güter, sondern stellte in eigenen Fabriken, in denen mehrere hundert Arbeiter beschäftigt waren, Hartwaren her. Workman blieb bis 1859 am Unternehmen, das sich zum größten der Branche in Kanada entwickelte, beteiligt.
Workman heiratete 1831 Elizabeth Bethell und hatte mit ihr acht Kinder, allerdings erreichten nur zwei Töchter das Erwachsenenalter. Seine geschäftlichen Aktivitäten waren vielfältig, ab den 1840er Jahren galt er als sehr wohlhabend. Er investierte in die 1836 eröffnete Champlain and St. Lawrence Railroad, die erste kanadische Eisenbahn, und war einer der Direktoren. Als die St. Lawrence and Atlantic Railroad 1854 von der Grand Trunk Railway übernommen wurde, gehörte er zu den Hauptaktionären. 1842 ließ er im Stadtzentrum ein herrschaftliches Anwesen erbauen, das er Mount Prospect nannte; im westlichen Teil der Stadt besaß er umfangreiche Grundstücke. Von 1849 bis 1874 war er Präsident der Montreal City Bank. 1854 stieg er in die Schifffahrtsbranche ein und gründete mit Geschäftspartnern die Canadian Ocean Steam Navigation Company. Ein Jahr später erwarb er zwei große Dampfschiffe für den Handel auf dem Sankt-Lorenz-Strom.
In seiner Eigenschaft als Bankier und Vorsitzender der Vereinigung zur Förderung der kanadischen Industrie sprach sich Workman für hohe Schutzzölle aus. Er widersetzte sich der Absicht von Finanzminister Alexander Tilloch Galt, die Zolltarife zu senken, da dies seiner Meinung nach die kanadische Industrie gefährden und viele Arbeiter in die Armut treiben würde. Workman, der zahlreiche lokale Wohlfahrtsorganisationen unterstützte, kandidierte 1868 als Bürgermeister von Montreal. Sein Kontrahent Jean-Louis Beaudry beschuldigte ihn der Korruption, was zunächst zum Ausschluss Workmans führte. Die Anschuldigungen erwiesen sich als haltlos, weshalb er wieder als Kandidat zugelassen wurde und sich deutlich gegen Beaudry durchsetzte. Neuerungen während seiner Amtszeit waren unter anderem die tägliche Müllabfuhr und die Errichtung städtischer Schlachthäuser. Außerdem setzte er sich dafür ein, die Île Sainte-Hélène und den Mont Royal zu öffentlichen Parks zu erklären.